# Thanatus lanceolatus
Thanatus lanceolatus es una especie de araña cangrejo del género Thanatus, familia Philodromidae. Fue descrita científicamente por Simon en 1875.

## Distribución
Esta especie se encuentra en Ucrania.